# Brixants
|  | No s'ha de confondre amb Brigants, Brigantis, o Brigians. |

Els brixants o brixans (en llatí Brixanti o Brixani) eren un poble alpí de la Rètia que van ocupar el districte modern de Brixen (Brixia). Els menciona Claudi Ptolemeu. Titus Livi els esmenta com brixiani.
Plini el Vell diu que era un dels pobles alpins vençuts per August, que va fer constar el seu nom al Trofeu dels Alps.